# Luano (Distrikt)
Luano ist einer von elf Distrikten in der Zentralprovinz in Sambia. Er hat eine Fläche von 9152 km² und es leben 66.680 Menschen in ihm (2022). Er wurde 2012 vom Distrikt Mkushi abgespaltet. Der Verwaltungssitz befindet sich im gleichnamigen Ort Luano.

## Geografie
Der Distrikt Luano ist in zwei Teile geteilt: das Luano-Tal und das Plateau. Er befindet sich etwa 110 Kilometer nordöstlich von Lusaka. Er liegt im Nordwesten auf teils über 1100 m und fällt nach Südosten auf unter 500 m ab. Den größten Teil der Westgrenze bildet der Fluss Lunsemfwa. Die Südgrenze wird zum großen Teil ebenfalls vom Lunsemfwa und seinem Nebenfluss, dem Lukusashi, gebildet. Die Ostgrenze bildet der Fluss Mulembo. Ein weiterer Wichtiger Fluss im Distrikt ist der Lunsemfwa Nebenfluss Mkushi.
Der Distrikt grenzt im Westen an die Distrikte Chisamba und Kapiri Mposhi, im Norden an Mkushi, im Osten an Nyimba in der Ostprovinz, und im Süden an Rufunsa in der Provinz Lusaka.

## Wirtschaft

### Landwirtschaft
Landwirtschaft ist der wichtigste Wirtschaftszweig im Distrikt. Dabei ist Mais die wichtigste Feldfrucht. Neben Mais werden Sojabohnen, Erdnüsse, Sorghumhirse und Fingerhirse angebaut. Allerdings ist ein Teil der Bevölkerung auch auf die Jagd von Wildtiere angewiesen.

### Bergbau
Im Luano-Tal gibt es Goldvorkommen. Ebenso gibt es blauen und grünblauen Turmalin, Zebra-Malachit, Kupfer, Mangan und Tantalit. Das Bergbau-Potenzial ist jedoch noch nicht ausgeschöpft. Illegaler Bergbau ist weit verbreitet. Es ist geplante eine Kupfermine zu eröffnen (2014).

### Tourismus
Potenzielle Touristenziel sind die Wonder Gorge, Chitopolo Hot Spring, Old Mkushi Caves und der Bell Point. Auch gibt es im Luano-Tal wilde Tiere wie Elefanten, Impalas, Löwen und Flusspferde, die die Gegend neben der eindrucksvollen Berglandschaft touristisch attraktiv machen.

## Infrastruktur
Luano ist nur gering entwickelt (2014). Der Distrikt verfügt über neun Gesundheitszentren. Mancher Orts wird die Gesundheitsversorgung über den Zambia Flying Doctor Service ergänzt. 2014 gab es noch kein Bezirkskrankenhaus. Mehrere Gesundheitsposten befinden sich im Bau. Auch befanden sich 2014 ein Verwaltungsgebäude, ein Postamt und eine Polizeistation noch im Bau. Von den 49 Grundschulen im Distrikt sind 18 Gesamtschulen. Es gibt keine Weitführenden Schulen. Auch von den Straßen ist nur ein geringer Teil bisher asphaltiert. Weitere Straßen befinden sich im Bau.

## Bevölkerung
Lala ist die Hauptsprache in Luano. Ebenso werden Swaka und Tonga gesprochen.

## Mailoni-Brüder
Der Luano Distrikt ist in Sambia für viele vor allem für die drei Mailoni-Brüder bekannt, die als Serien-Killer zwischen 2007 und 2013 offiziell 12 Menschen ermordet haben.